# 13 Eskadra Myśliwska

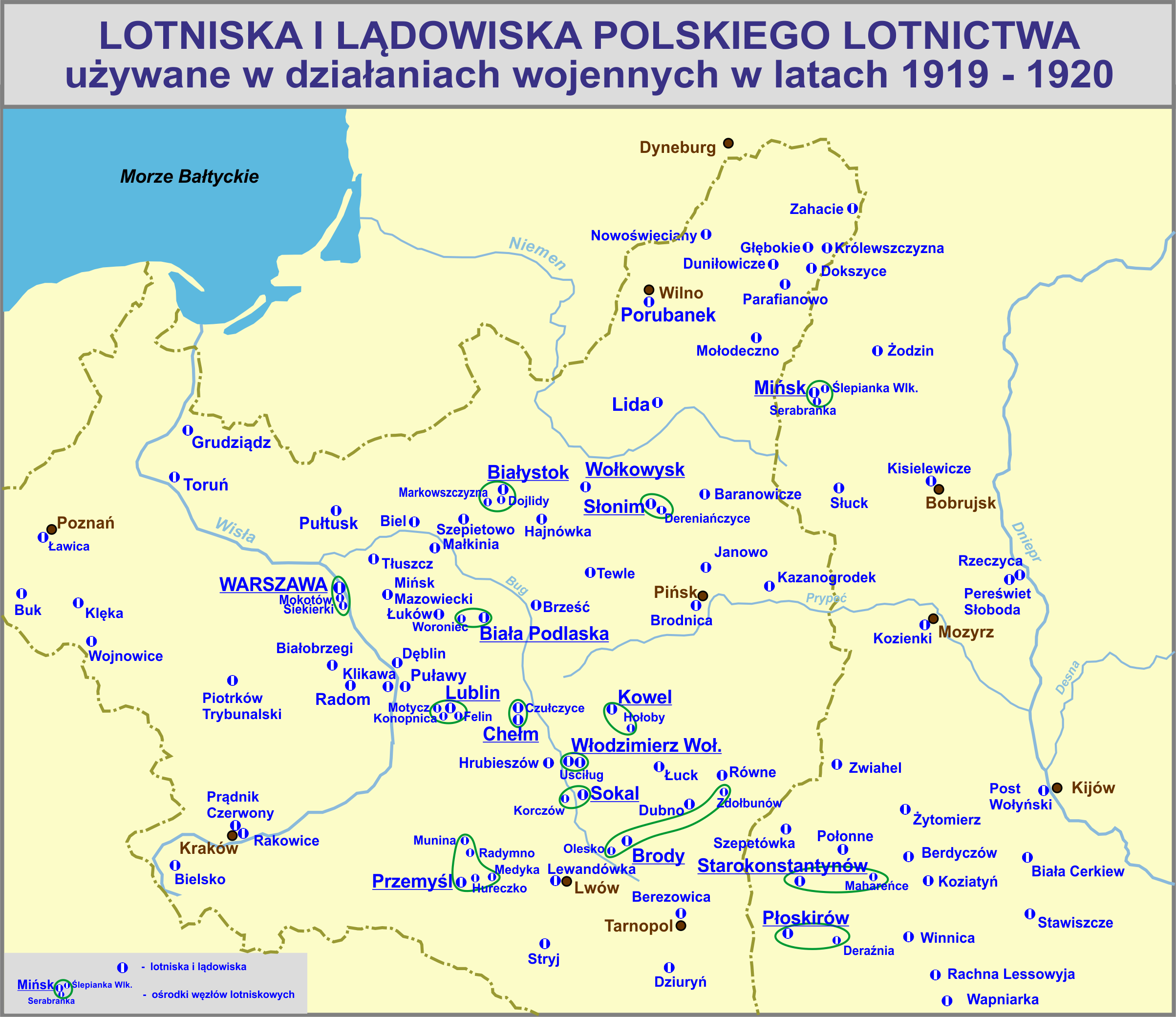

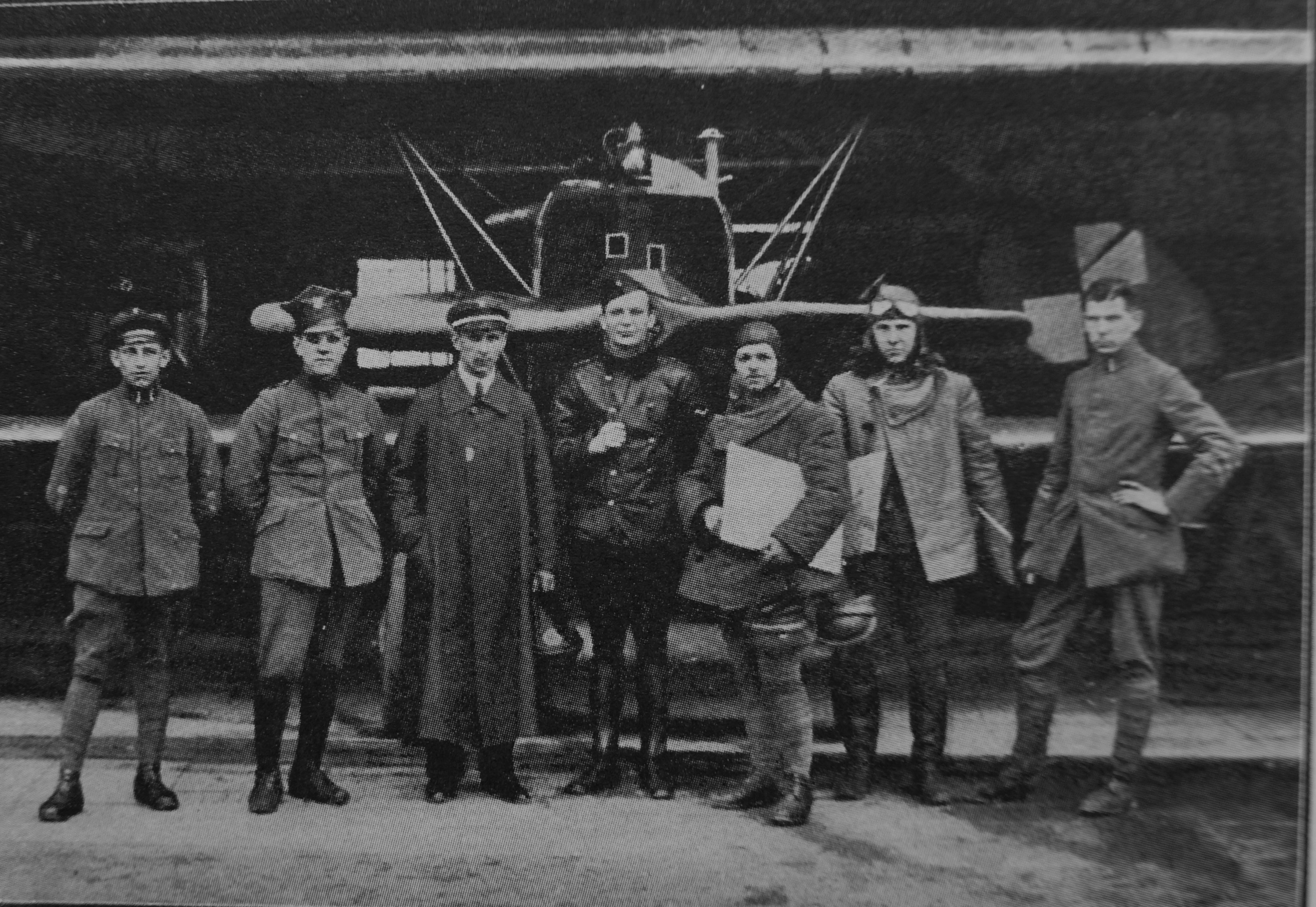
Pierwszy personel latający 2-ej Wielkopolskiej eskadry w marcu 1919

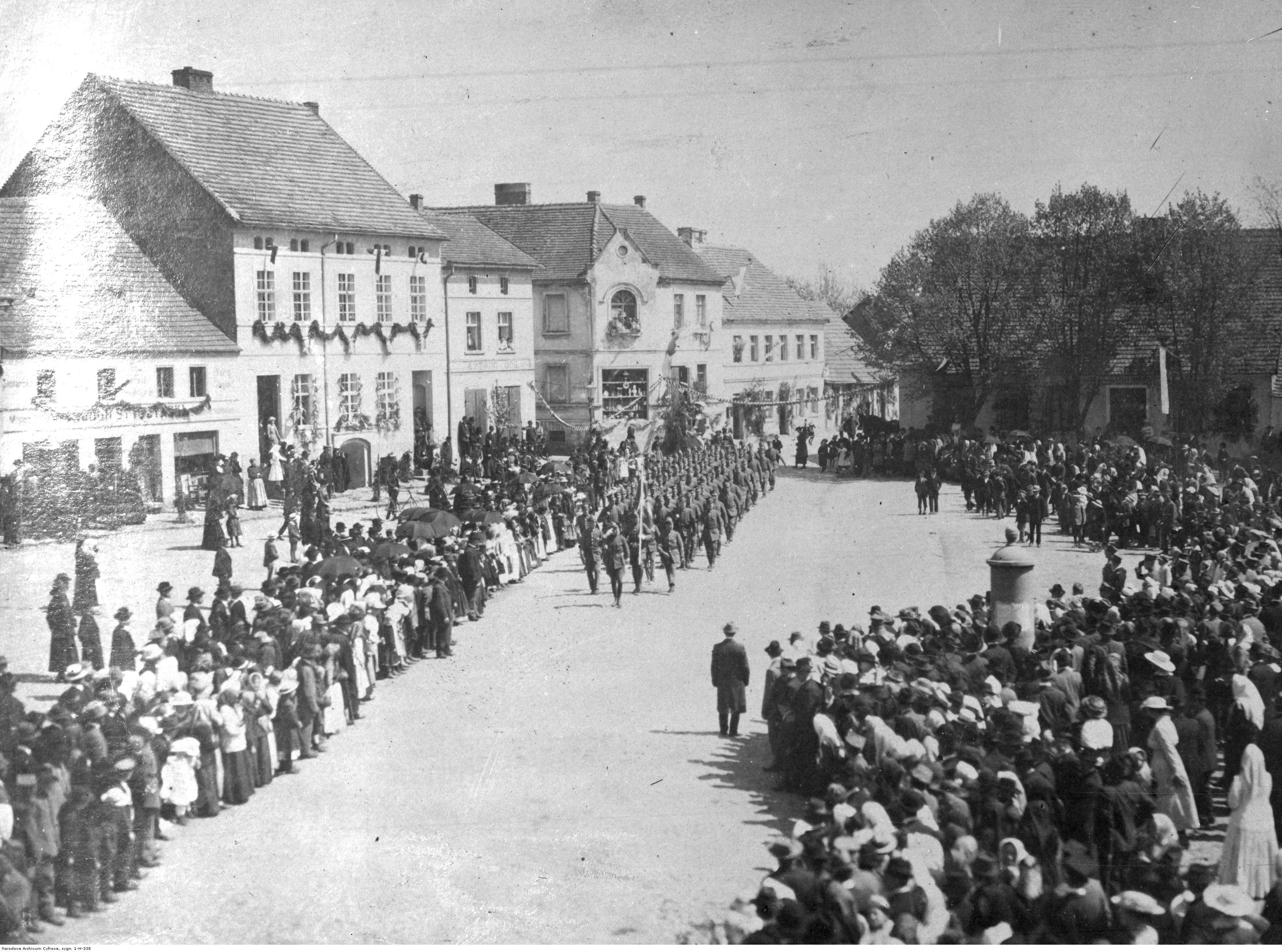
Uroczystość wręczenia sztandaru 2 eskadrze wielkopolskiej w Nowym Mieście nad Wartą 5 maja 1919

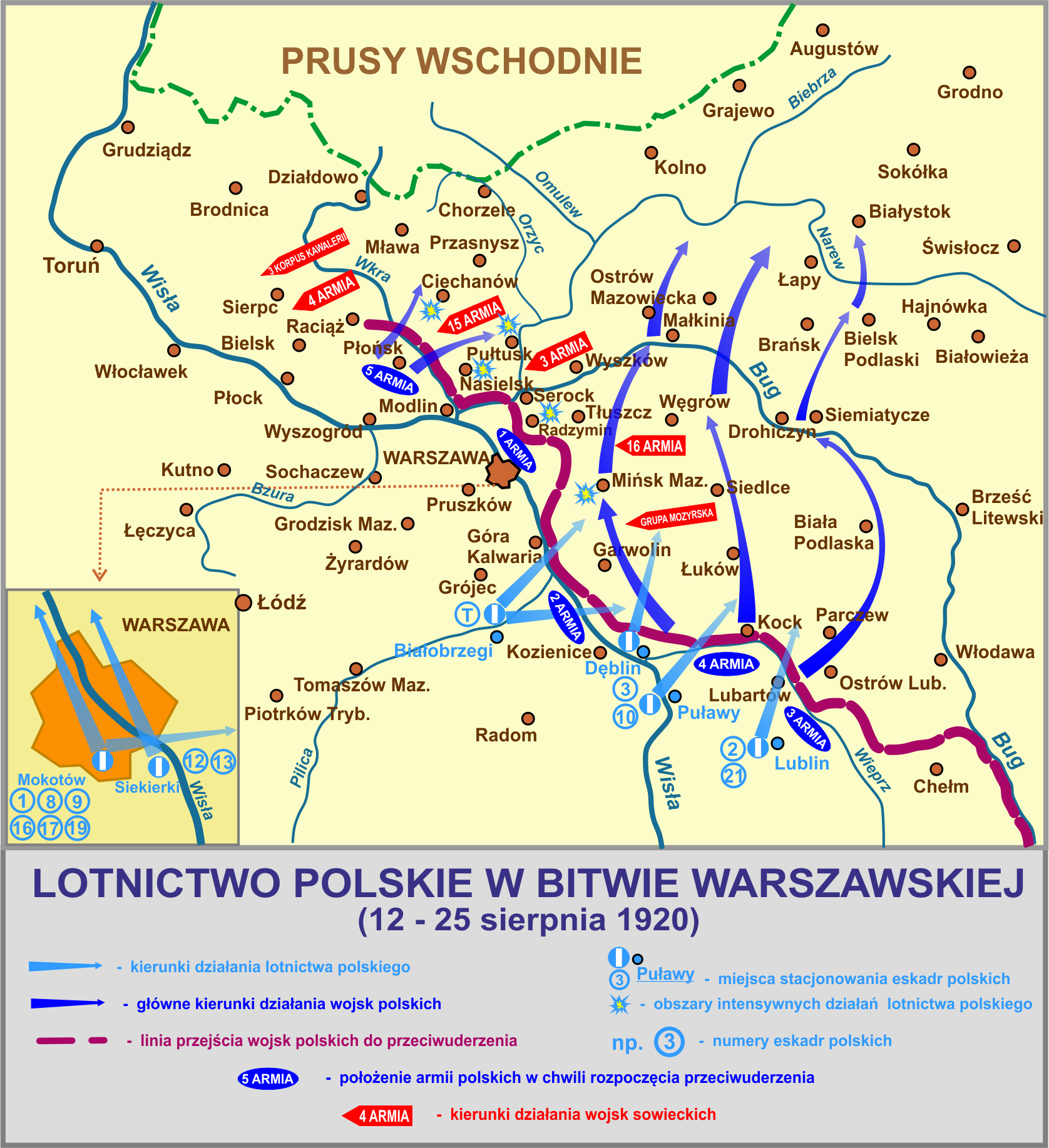

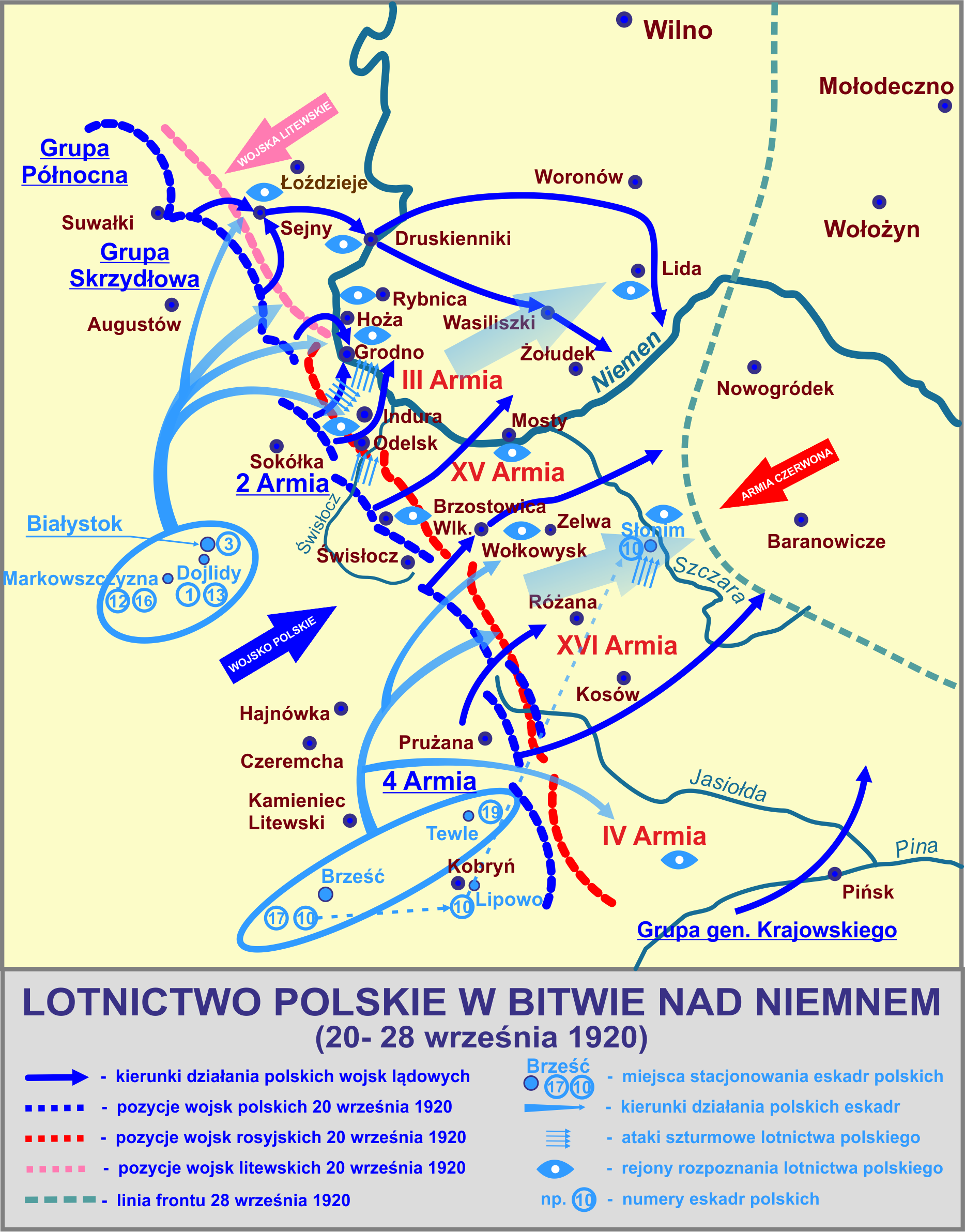

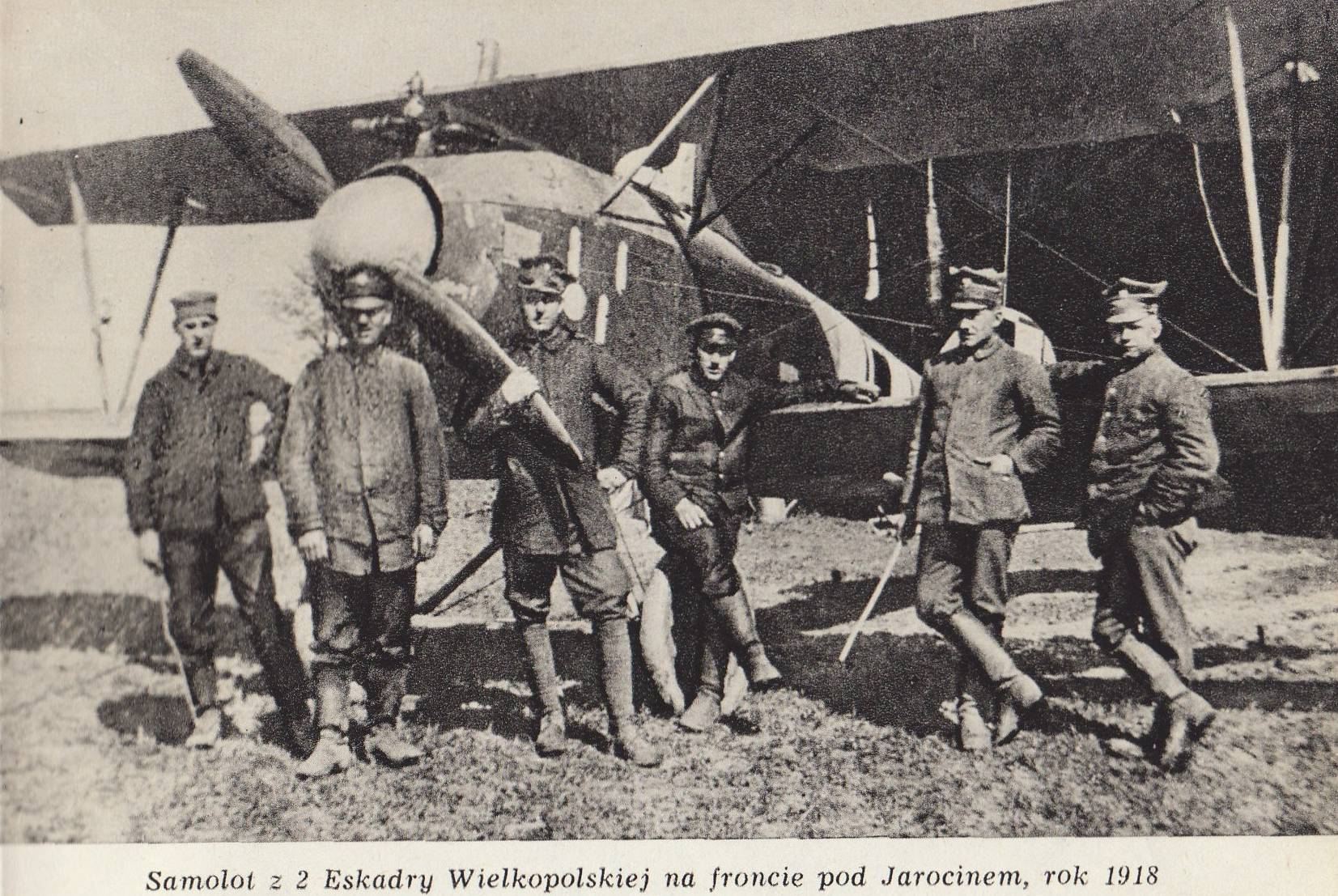
Samolot i piloci z 2 eskadry wielkopolskiej na froncie pod Jarocinem

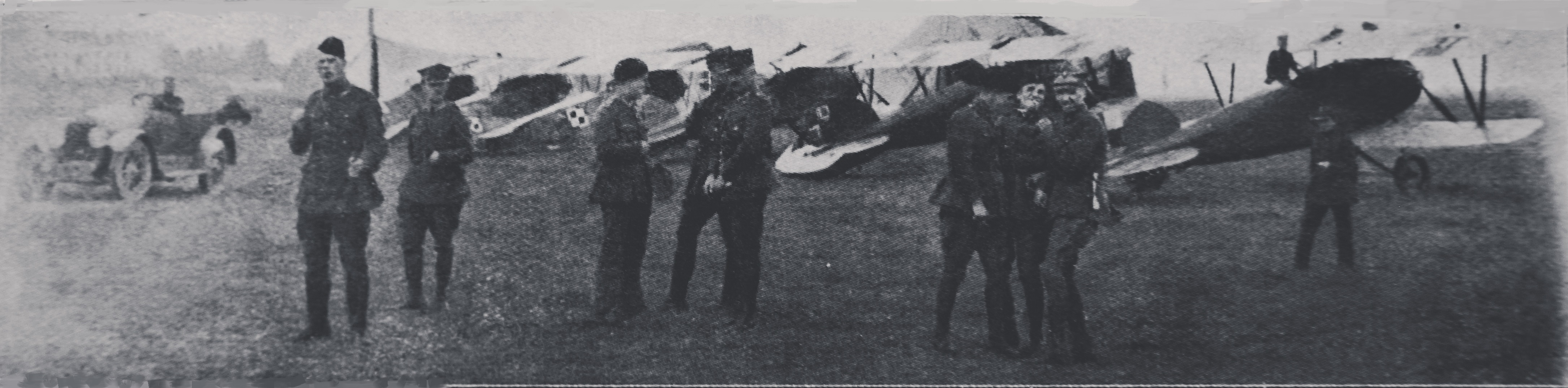
13 eskadra myśliwska – na lotnisku Siekierki pod Warszawą w sierpniu 1920

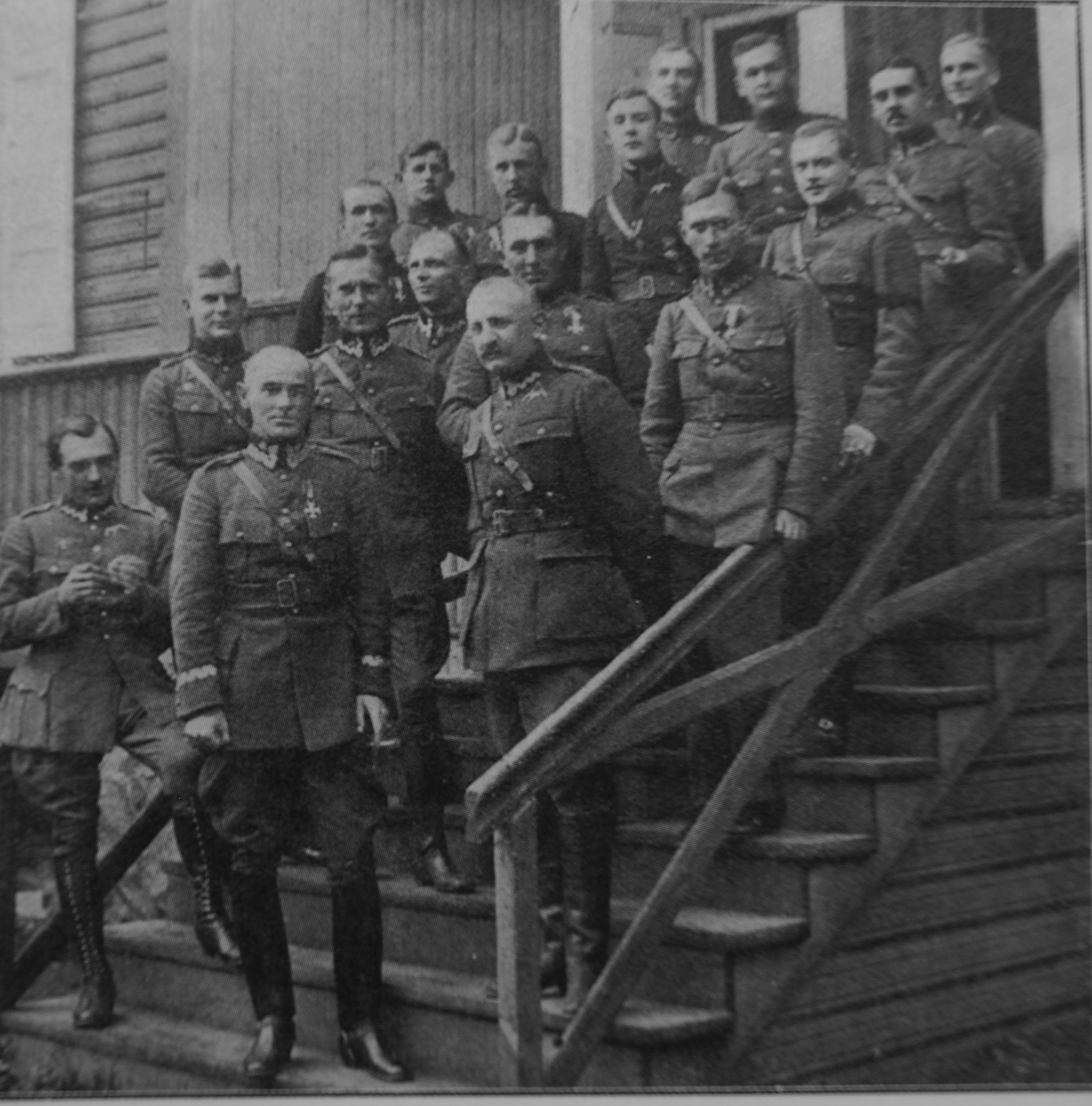
13 eskadra po dekoracji orderem Virtuti Militari przez gen. Rydza-Śmigłego w październiku 1920 w Lidzie

13 eskadra myśliwska – pododdział lotnictwa myśliwskiego Wojska Polskiego w II Rzeczypospolitej.
Eskadra sformowana została w lutym 1919 jako 2 Wielkopolska eskadra lotnicza. Brała udział w walkach o Wielkopolskę, a następnie w wojnie polsko-bolszewickiej.
W 1921 weszła w skład 3 pułku lotniczego. W 1925 przemianowana na 111 eskadrę myśliwską, a w 1928 na 131 eskadrę myśliwską.
Godło eskadry:
- „czerwona błyskawica na tle białego kręgu”

## Formowanie, zmiany organizacyjne i walki

### 2 Wielkopolska eskadra lotnicza
14 lutego 1919 rozpoczęto na Ławicy formowanie 2 Wielkopolskiej eskadry lotniczej. Jej organizatorem i pierwszym dowódcą został rtm. pil. Tadeusz Grochowalski. Według etatu, w skład eskadry wchodziło 6 pilotów, 4 obserwatorów, 2 strzelców pokładowych, 20 podoficerów i 115 szeregowych różnych specjalności. Personel latający składał się z absolwentów kursów lotniczych organizowanych we własnym zakresie przez  stację Ławica. Eskadra została wyposażona w samoloty rozpoznawcze Halberstadt CL.II, CLV i myśliwskie Albatros D.III. Liczyła 170 żołnierzy w tym 5 pilotów i 6 obserwatorów.
Już 2 kwietnia eskadra odjechała na Front Wielkopolski, na lotnisko Klęka, w pobliże granicy zachodniej zagrożonej przez oddziały niemieckiego Grenzschutzu. Wykonywała tam loty rozpoznawcze, patrolujące i propagandowe, zrzucając między innymi ulotki adresowane do ludności cywilnej. W tym czasie podlegała bezpośrednio Dowództwu Głównemu w Poznaniu.
W czerwcu  eskadra przeniosła się na lotnisko pod Kruszwicą i prowadziła loty rozpoznawcze w ramach akcji zajmowania Pomorza przez oddziały Wojska Polskiego.
23 czerwca, podczas jednego z lotów bojowych w rejonie Nowego Miasta, polegli sierż.pil. Łukasz Durka i sierż. obs. Stanisław Kruszona.
W tym czasie ofensywa bolszewicka zbliżała się do Mińska. Z uwagi na szczupłość sił lotniczych w tamtym rejonie, zdecydowano się przydzielić 2 eskadrę do 4 Armii gen. Stanisława Szeptyckiego.
Na front wschodni eskadra przegrupowana została transportem kolejowym.  4 sierpnia osiągnęła lotnisko Chorzewo koło Mołodeczna. Wykonywała tam loty rozpoznawcze i bombardierskie.
6 sierpnia pięć samolotów zbombardowało stację w Mińsku niszcząc dwa parowozy,uszkadzając pociąg pancerny i zrywając tory. W akcji tej załoga bolszewickiego pociągu pancernego zestrzeliła samolot sierż. pil. Władysława Filipiaka i sierż. obs. Kostro. Obaj lotnicy po kilku dniach powrócili do eskadry
Z chwilą zajęcia Mińska przez oddziały polskie, eskadra przeniosła się na lotnisko Serebrianka i stamtąd działała na kierunku twierdzy Bobrujsk.
We wrześniu została przesunięta do Bobrujska, skąd operowała na korzyść 1 Dywizji Strzelców Wielkopolskich.
Wykorzystując względny spokój na froncie, w okresie jesienno–zimowym eskadra prowadziła szkolenie personelu lotniczego i uzupełniała stany. Na dzień 1 lutego 1920 wchodziła w skład VII Grupy Lotniczej, posiadała 9 pilotów, 6 obserwatorów i 9 samolotów.

### 13 eskadra myśliwska
W lutym 1920 jednostka otrzymała nowe samoloty myśliwskie Albatros D-III. W tym czasie przemianowano ją na eskadrę myśliwską, a w kwietniu na 13 eskadrę myśliwską.
Z końcem marca, na Froncie Litewsko-Białoruskim stacjonowały dwa dywizjony lotnicze:1 dywizjon lotniczy w składzie 1., 4. i 8 eskadra wywiadowcza oraz wielkopolski dywizjon składający się z 12. i 14 eskadry wywiadowczej oraz 13 eskadry myśliwskiej. Jeszcze w kwietniu lotnictwo Frontu zostało wzmocnione przez 4 dywizjon lotniczy w składzie 11. i 18 eskadry wywiadowczej. W maju w rejon frontu przybyły 10 eskadra wywiadowcza i 19 eskadra myśliwska. Naczelne dowództwo przydzieliło 4 Armii pięć eskadr, 1 Armii – trzy eskadry, a do 7 Armii włączono tylko jedną eskadrę.
W kwietniu eskadra wchodziła w skład 7 dywizjonu lotniczego, dysponowała 9 samolotami, z czego jedynie 5 było sprawnych. Taktycznie podporządkowana była 14 Dywizji Piechoty.
Od 31 kwietnia do 5 maja działała dwoma samolotami z lotniska w Żodzinie, ubezpieczając akcje bombardierskie 14 eskadry wywiadowczej przed atakami myśliwców nieprzyjacielskich.
Mimo wielokrotnych startów na przechwycenie wrogich maszyn, nie doszło w tym czasie do walk powietrznych. W działaniach wzięli udział plut. Antoni Smętowski i kpr. Ludwik Patalas, a także jeden z pilotów 14 eskadry – plut. Bartkowiak. Piloci latali wówczas na samolotach Oeffag D.3.
Od 14 do 18 kwietnia eskadra wykonała 18 lotów, głównie wywiadowczych. Podczas jednego z nich, w trakcie ataku na stanowiska sowieckiej artylerii, został zestrzelony i dostał się do niewoli ppor. Władysław Filipiak. Jednakże wkrótce zbiegł i dołączył do eskadry.
Na początku maja dowódca 4 Armii gen. Stanisław Szeptycki odwołał podporządkowanie taktyczne eskadr i podporządkował je bezpośrednio sobie. Wyznaczył też rejony działania eskadr. 13 eskadra myśliwska, wspólnie z 12 eskadrą operować miała w rejonie Bobrujska.
Jeszcze przed wycofaniem się 14 Dywizji Piechoty z Bobrujska, do obrony Mińska został oddelegowany klucz myśliwski.
Czerwiec dla eskadr 7 dywizjonu rtm. Buckiewicza był okresem stosunkowo spokojnym. Na linii Berezyny walki ustały. W tym czasie 13 eskadra w Kisielewiczach koło Bobrujska.
Zachowywała przy tym dość dużą wartość bojową. Od 12 do 20 czerwca wspólnie z 12 eskadrą przeprowadziła 15 lotów bojowych, a do końca czerwca prawie 30. Ostatnim dniem aktywnej akcji lotniczej na linii Berezyny był 29 czerwca, gdy załogi 13 i 12 eskadry przeprowadziły łącznie siedem lotów wywiadowczych i szturmowych w rejonie przyczółków i przepraw nieprzyjaciela. W końcu czerwca rozpoczęło się natarcie oddziałów sowieckich na linii Berezyny, a wobec przewagi przeciwnika, nastąpił odwrót wojsk polskich. Błyskawicznie prowadzonych przez bolszewików działania ofensywne zmusiły eskadrę  do wycofania się z bezpośrednio zagrożonej strefy. Eskadra zmuszona była do częstych przegrupowań. Czyniono je na tyle sprawnie, że lotnicy zawsze mogli wspierać walczącą 14 Dywizje Piechoty aż do rejonu Białegostoku.
W pierwszych dniach lipca eskadra opuściła lotnisko Serebrianka i ruszyła do Baranowicz. W tym czasie dysponowała tylko dwoma samolotami. W Baranowiczach najczęściej latali na nich: dowódca eskadry por. Edmund Norwid-Kudło oraz sierż. Antoni Smętkowski, sierż. Władysław Filipiak i sierż. Ludwik Patalas.
16 lipca eskadra opuściła Baranowicze i wycofała się do Hajnówki.
Z Hajnówki przez Siemiatycze dotarła 27 lipca do Siedlec. Stąd wykonała kilka lotów na rozpoznanie rejonu Brześcia i przepraw nieprzyjaciela organizowanych na Bugu. Następnie odleciała do Warszawy i zainstalowała się na lotnisku w Siekierkach. Tam eskadra ta została przydzielona do dyspozycji nowo utworzonej 5 Armii gen. Władysława Sikorskiego.
Jeszcze 1 i 3 sierpnia wykonała loty wywiadowcze w trójkącie Pułtusk – Nasielsk – Ciechanów. Te działania wyczerpały jednak siły eskadry do tego stopnia, że w pierwszej dekadzie sierpnia zmuszona był zaprzestać działań bojowych.
W ramach przygotowań do operacji znad Wieprza Naczelne Dowództwo Wojska Polskiego zarządziło koncentrację eskadr polskiego lotnictwa wojskowego w dwóch rejonach: lotnictwa 1. i 5 Armii – na lotniskach warszawskich (Mokotów i Siekierki), a lotnictwa 2., 3. i 4 Armii na lotniskach Radomia, Dęblina, Puław i Lublina.
Eskadra nadal wchodziła w skład 5 Armii gen. Władysława Sikorskiego i stacjonowała na lotnisku Siekierki.
Brak aktywności lotnictwa przeciwnika powodował, że eskadra używana była do zadań szturmowych i rozpoznawczych, głównie w obszarze Pułtusk–Nasielsk–Ciechanów.
15 sierpnia eskadra przeprowadziła kilka lotów bojowych w rejonie Nasielska. Podczas jednego z tych lotów w ataku na sowiecką kolumnę amunicyjną wyróżnił się ppor. Władysław Zdunik.
16 i 17 sierpnia eskadra współdziałała z wojskami wypierającymi oddziały sowieckiej 3 Armii z Pułtuska. Drugiego dnia walk o to miasto został zestrzelony i zginął pilot eskadry sierż. Kazimierz Jankowski.
18 sierpnia cała eskadra uczestniczyła w walkach o Ciechanów, wykonując tego dnia 8 lotów szturmowych.
W czasie ofensywy wojsk polskich, eskadra atakowała w rejonie Włocławka i Płocka wycofujące się oddziały 3 Korpusu Kawalerii Gaja.
W trakcie tych walk zestrzelony został samolot sierż. Ludwika Patalasa, ale pilot przeciągnął maszynę, lądując już za liniami własnych oddziałów. W bojach o Płock ponownie wyróżnia się ppor. Władysław Zdunik, skutecznie zwalczający sowiecką artylerię i gniazda ciężkich karabinów maszynowych.
25 sierpnia zakończyły się działania pościgowe za rozbitymi oddziałami sowieckimi. Na kilka tygodni nastąpiła stabilizacja linii frontu, a jednostki Wojska Polskiego, w tym lotnicze, przeszły kolejną reorganizację.
Po reorganizacji ugrupowanie wojsk polskich na północnym odcinku frontu składało się z 2. i 4 Armii. Zmienił się  przydział lotnictwa do poszczególnych związków operacyjnych. W skład lotnictwa 2 Armii wchodziły: 1., 12. i 16 eskadra wywiadowcza oraz 13 eskadra myśliwska. Eskadry 1. i 13. stacjonowała w Dojlidach, a eskadry 12 i 16 w Markowszczyznie.
W tym czasie w skład lotnictwa 4 Armii wchodziły tylko eskadry: 10. i 17 eskadra wywiadowcza. We wrześniu dołączyła 3 eskadra wywiadowcza i 19 eskadra myśliwska.
Od 5 września, bazująca na lotnisku Dojlidy, 13 eskadra prowadziła działania w kierunku Białegostoku i Grodna.
Działała przy tym na korzyść oddziałów lądowych 2 Armii gen. Edwarda Rydza-Śmigłego. W czasie lokalnych walk nad Świsłoczą i pod Odelskiem wspierała własną piechotę.
Podczas walk o Grodno eskadra osłaniała przeprawę własnych wojsk, prowadząc naloty szturmowe w rejonie miasta oraz w obszarze Indra – Odelsk.
Po zdobyciu miasta, przegrupowała się do Grodna.
W następnych dniach 13 eskadra nadal zwalczała nieprzyjaciela na przeprawach przez Swisłocz
W dniu zakończenia działań 13 eskadra myśliwska stacjonowała w Lidzie.
W czasie działań wojennych załogi eskadry wykonały 547 lotów bojowych o łącznej ilości 793 godzin. Zginęło 4 lotników.

## Eskadra w okresie pokoju
W 1921, będąca w składzie V dywizjonu, 13 eskadra myśliwska przegrupowała się na lotnisko Ławica. Tu weszła w skład formującego się 3 pułku lotniczego.
W pierwszym okresie pobytu w Poznaniu występowały olbrzymie problemy logistyczne. Ogólnie trudna sytuacja finansowa odrodzonego Państwa Polskiego dotknęła dotkliwie i wojsko, a w tym także lotnictwo.
Trudności występowały w zakresie zakwaterowania, wyżywienia, wyposażenia osobistego itp.  Tragicznie też przedstawiała się sprawa związana z wyposażeniem w samoloty. Na stanie eskadry było kilka maszyn typu Fokker D-VII, które w ramach ujednolicenia sprzętu były co prawda uzupełniane, ale tylko doraźnie. Stąd szkolenie personelu latającego odbywało się na niskim poziomie.
W wyniku reorganizacji lotnictwa, w marcu 1925, 13 eskadra myśliwska przemianowana została w 111 eskadrę myśliwską.
Jesienią 1928, w ramach uporządkowania nazewnictwa, jednostkę przemianowano na 131 eskadrę myśliwską.

## Żołnierze eskadry
| Dowódcy eskadry                                       | Dowódcy eskadry                  | Dowódcy eskadry                         |
| Stopień                                               | Imię i nazwisko                  | Okres pełnienia służby                  |
| ----------------------------------------------------- | -------------------------------- | --------------------------------------- |
| rtm. pil.                                             | Tadeusz Grochowalski             | 14 II 1919 – 2 IV 1919                  |
| ppor. pil.                                            | Edmund Norwid-Kudło              | 2 IV 1919 –                             |
| kpt. pil.                                             | Witold Prosiriski                | 1921 – V 1922                           |
| kpt. pil.                                             | Mieczysław Szczudłowski          | V 1922 – VIII 1924                      |
| por. pil.                                             | Oskar Müller                     | VIII 1924 – III 1925                    |
| Personel latający okresu wojny polsko – bolszewickiej |                                  |                                         |
| Obserwatorzy                                          | Obserwatorzy                     | Piloci                                  |
| kpt. obs. Leon Raden                                  | kpt. obs. Leon Raden             | por. pil. Edmund Norwid-Kudło           |
| ppor. obs. Józef Lipiński                             | ppor. obs. Józef Lipiński        | por. pil. Kazimierz Olechnowicz         |
| ppor. obs. Stefan Łuczak                              | ppor. obs. Stefan Łuczak         | por. pil. Mieczysław Szczudłowski       |
| pchor. obs. Tadeusz Dzierzgowski                      | pchor. obs. Tadeusz Dzierzgowski | ppor. pil. Kazimierz Ziembiński         |
| sierż. obs. Władysław Zdunik                          | sierż. obs. Władysław Zdunik     | ppor. pil. Zygmunt Czerniak             |
| sierż. obs. Stanisław Kruszona                        | sierż. obs. Stanisław Kruszona   | ppor. pil. Władysław Zdunik             |
| sierż. obs. Wiktor Czysz                              | sierż. obs. Wiktor Czysz         | ppor. pil. Ludwik Patalas               |
| sierż. obs. Tadeusz Kostro                            | sierż. obs. Tadeusz Kostro       | ppor. pil. Roman Beim                   |
|                                                       |                                  | ppor. pil. Witold Rutkowski             |
|                                                       |                                  | pchor. pil. Mieczysław Wiland           |
|                                                       |                                  | sierż. / ppor. pil. Kazimierz Jankowski |
|                                                       |                                  | sierż. pil. Józef Mühlnikiel            |
|                                                       |                                  | sierż. pil. Władysław Filipiak          |
|                                                       |                                  | sierż. pil. Antoni Smętkowski           |
|                                                       |                                  | sierż. pil. Władysław Bartkowiak        |
|                                                       |                                  | sierż. pil. Stefan Kazimierczak         |
|                                                       |                                  | sierż. pil. Łukasz Durka                |
| Inni żołnierze                                        |                                  |                                         |
| oficer techniczny eskadry                             | oficer techniczny eskadry        | pchor. Mieduniecki                      |

## Samoloty eskadry

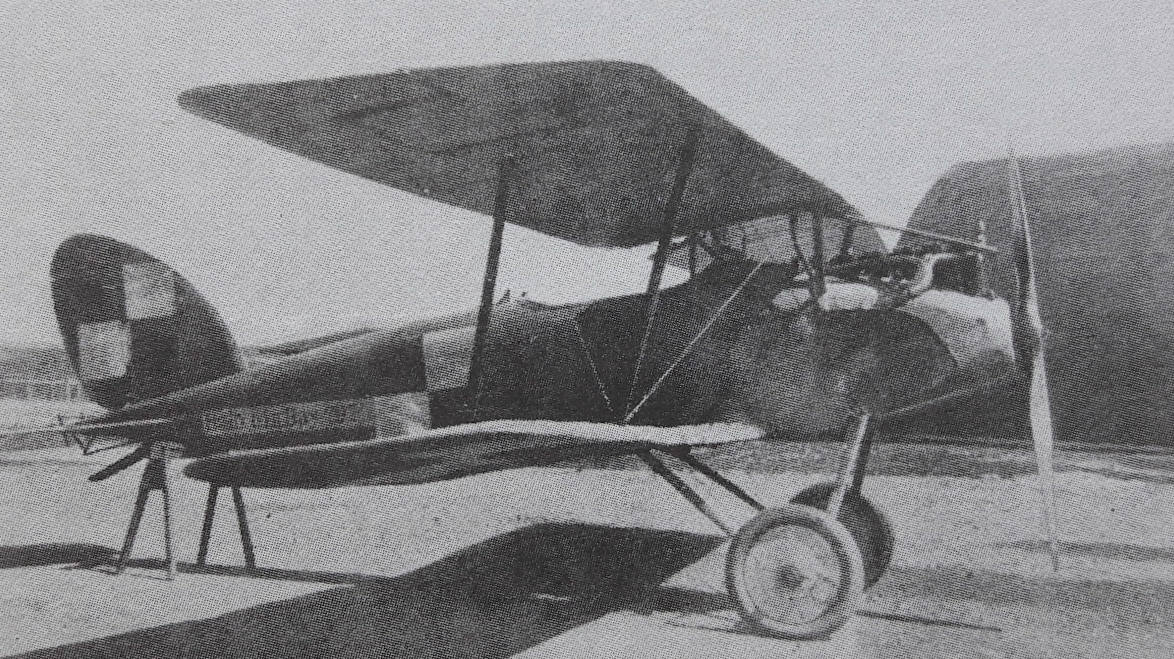
Halberstadt CL.II
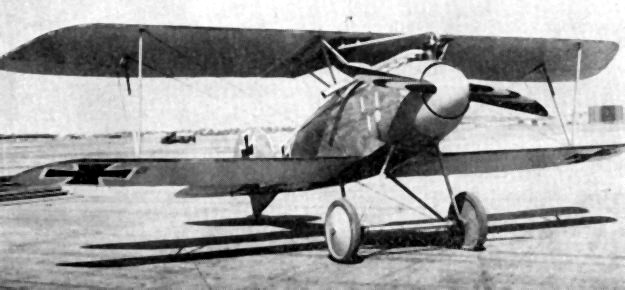
Albatros D.III
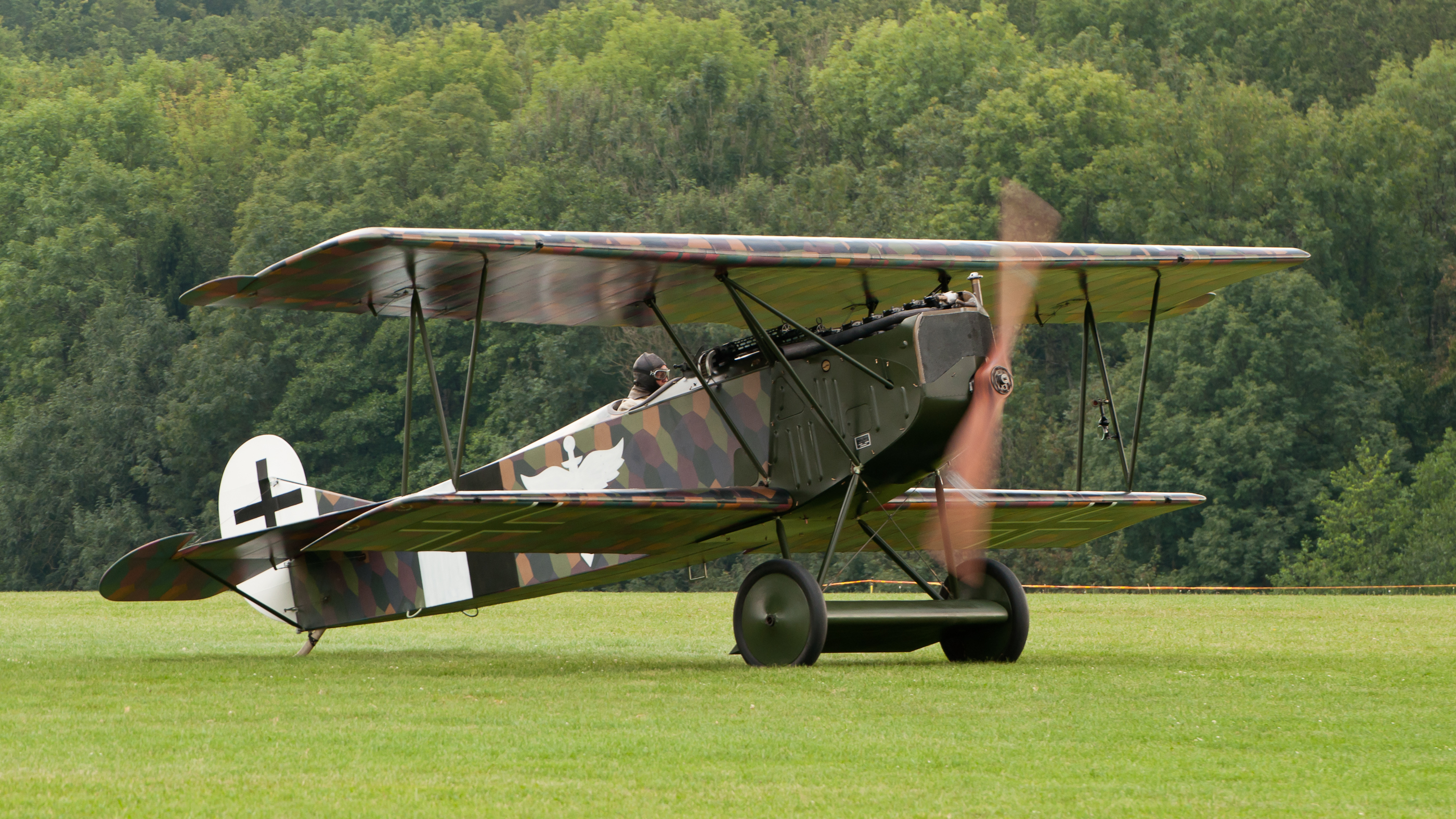
Fokker D.VII
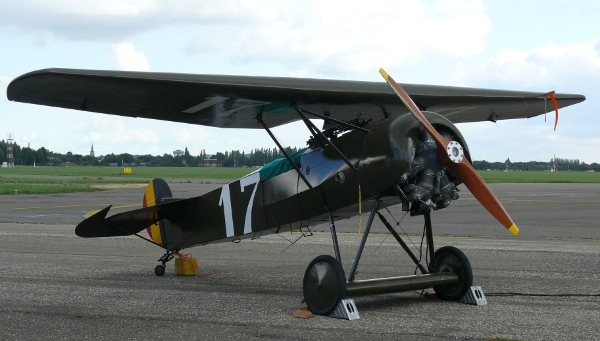
Fokker D.VIII

## Wypadki lotnicze
W okresie funkcjonowania eskadry miały miejsce następujące wypadki lotnicze zakończone obrażeniami lub śmiercią pilota:
- 13 czerwca 1919 podczas jednego z lotów bojowych polegli sierż. pil. Łukasz Durka i sierż. obs. Stanisław Kruszona.
- 18 sierpnia 1920 w rejonie Pułtuska wykonując lot bojowy zginął sierż. pil. Kazimierz Jankowski, który pośmiertnie został awansowany do stopnia podporucznika.
- 6 marca 1923 na lotnisku Ławica por. pil. Karol Bieda na samolocie Fokker D-VII wykonując akrobacje lotniczą na skutek utraty prędkości spadł na ziemię ponosząc śmierć.